# 断罪者
『断罪者 -TETRAGRAMMATON LABYRINTH-』（だんざいしゃ テトラグラマトンラビリンス）は、いとうえいによる日本の漫画作品。『月刊コミックガム』（ワニブックス）に2005年2月号より連載されていた。全6巻。
19世紀のヨーロッパを舞台に、不死の少女と繁栄の影に蠢く「妖魔」達との戦いを描く美少女ゴシック・ホラーアクション。

## 登場人物
アンジェラ
“不老不死”の業を背負う銀髪の少女。妖魔殲滅を任とする“組織”に属し、魔都・倫敦で人外の者達を狩る。
メグ
敬虔なシスターであるとともに“組織”から派遣されたアンジェラの絶対無二のパートナー。フルネームはマーガレット・クロス。
緋褪
東方から来た方術使い。三種の神器の一つ、妖刀落銘字伏を巡ってアンジェラ達と出会う。
ドクター
“組織”の武器研究室長。60代後半の好々爺。
エドワード・ワイズ
スコットランドヤード警察の刑事。恋人が妖魔に憑依された事件を契機に、アンジェラ達の協力者となる。

## 書誌情報
- いとうえい 『断罪者 -TETRAGRAMMATON LABYRINTH-』 ワニブックス〈ガムコミックス〉、全6巻 
  1. 2005年6月24日発売、ISBN 4-8470-3507-0[1]
  2. 2005年12月24日発売、ISBN 4-8470-3531-3[2]
  3. 2006年6月24日発売、ISBN 4-8470-3550-X[3]
  4. 2006年12月25日発売、ISBN 4-8470-3588-7[4]
  5. 2007年6月25日発売、ISBN 978-4-8470-3602-6[5]
  6. 2007年12月25日発売、ISBN 978-4-8470-3621-7[6]